# Kipini
Kipini – miasto w Kenii, w hrabstwie Tana River. W 2010 liczyło 4 561 mieszkańców.